# Русиновичи (Минская область)
Русиновичи (бел. Русінавічы) — деревня в Самохваловичском сельсовете Минского района Минской области Беларуси.
Находится на правом берегу реки Птичь, на северо-запад от административного центра сельсовета — агрогородка Самохваловичи.

## История
В XVII-XVIII вв. деревня называлась Seksnarowicze (Sexnarowicze) и принадлежала семье русских князей Жижемских. Из переписи 1632 года следует, что в деревне проживало 6 бояр. Позже Русиновичи перешли в собственность семьи Унеховских и оставались в их руках вплоть до Первой мировой войны.
В результате второго раздела Речи Посполитой в 1793 году Русиновичи оказались в Российской империи. Последним владельцем усадьбы был Януш Унеховский, отец Антония Унеховского. Унеховские в течение XIX века привели усадьбу к расцвету. В 80-е годы XIX века она описывалась следующим образом: «фруктовый сад (…), насчитывает 4000 фруктовых деревьев. Поместье Русиновичи одно из самых благоустроенных в округе и приносит до 12 000 рублей дохода в год. (…) Большая мельница с сукновальней приносит значительную прибыль, так же как пропинация и сдача в аренду нескольких фольварков».
В 1919—1920 годах деревня входила в состав гмины Самохваловичи Польши. По результатам советско-польской войны перешла под контроль СССР, с 1991 года — в независимой Беларуси.

## Известные личности
В деревне родился Самуил Семенович Костюк — белорусский советский государственный деятель.